# Microsoft Office Mobile
Office Mobile je kancelářský balíček od společnosti Microsoft pro Windows Phone 7, Windows Phone 8, Windows Phone 8.1 a Windows Mobile Professional, Classic a Standard. Skládá se z aplikací Word Mobile, Excel Mobile, PowerPoint Mobile, OneNote Mobile a Outlook Mobile. Office Mobile se původně objevil v dubnu roku 2000 jako Pocket Office na operační systém Pocket PC 2000. Od té doby byl několikrát aktualizován. Nejnovější verze, Microsoft Office Mobile 2010, byla vydána v říjnu 2010 s prvním spuštěním Windows Phone 7. Microsoft také vydal OneNote Mobile pro iOS na App Store 18. ledna 2011.

## Historie
Office Mobile, původně nazývaný jako „Pocket Office“, byl Microsoftem vydán spolu s operačním systémem Pocket PC 2000 v dubnu roku 2000. Toto vydání bylo speciálně pro zařízení Pocket PC, ačkoliv na Microsoft Smartphone ještě vydáno nebylo. Obsahovalo Pocket Word, Pocket Excel a Pocket Outlook. Po vydání operačního systému Windows Mobile 5.0 byl se stálými aktualizacemi přejmenován na jeho současné jméno Office Mobile. Toto vydání také jako poprvé obsahovalo PowerPoint Mobile. Byla vydána nová volitelná řada programů Office Mobile, zvaná OneNote Mobile, doprovázená Microsoft OneNote 2007. S vydáním Windows Mobile 6 Standard se Office Mobile stal přístupným pro Smartphone, nicméně Office Mobile pro profesionální a klasickou verzi Windows Mobile, zde není přidán jako nová funkce. Populárnější řešení je vytvořit nový prázdný dokument v počítačové verzi Office, synchronizovat ho se zařízením a potom ho přidat a uložit na Windows Mobile. 
V červnu roku 2007 ohlásil Microsoft novou verzi Office soupravy Office Mobile 2007. Pro Office Mobile 6.1 se stala přístupnou 26. srpna roku 2007 jako zdarma stažitelný soubor pro uživatele Windows Mobile 5.0 a 6. Ale vylepšení Office Mobile 6.1 nebylo kompatibilní s přístroji Windows Mobile 5.0 vyšlých dříve než Build 14847. Také se musely přeinstalovat funkce na dalších zařízeních Windows Mobile 6. Office Mobile 6.1 je kompatibilní s Office Open XML, respektive s počítačovou verzí. 
12. srpna roku 2009 bylo vyhlášeno, že Office Mobile bude také vydán pro platformu Symbian OS jako spojení dohodou mezi Microsoftem a Nokií.

## Programy

### Word Mobile
Word Mobile, původně nazývaný jako Pocket Word, byl zahrnut v balíčku Office Mobile už ve vydání Pocket PC v roce 2000. Je to textový editor s podobnými funkcemi jako jeho protějšek Microsoft Word. Word Mobile umožňuje základní formátování dokumentů a je možné dokumenty uložit v několika formátech včetně formátů RTF DOC a jednoduchých textových souborech. Pokud chcete otevřít odkaz PSW (Pocket Word) souborů na nynější verzi Word Mobilu, musí být soubory uloženy v jiném podporujícím formátu. Word Mobile také dovoluje do dokumentů vložit obrázky, stránky a tabulky, nicméně obrázky musí být přidány v počítačové verzi Word a nemohou být odstraněny. Navíc Word Mobile obsahuje kontrolu pravopisu, počítání slov a příkaz „Najít a nahradit“. Poznámky, vysvětlivky, záhlaví, zápatí, konce stránek, určité členění stránek a jisté fonty nemohou být vkládány během práce na dokumentu Word Mobile, ale jsou ponechány, pokud je dokument obsahuje.

### Excel Mobile
Jako Word Mobile tak i Excel Mobile je jedním z původních programů zahrnutých v balíčku Office Mobile od jeho 1. vydání. Je to tabulkový program kompatibilní s Microsoft Excelem a může vytvářet, otvírat, upravovat a ukládat v microsoftovém „.xls“ tabulkovém formátu. Excel Mobile také umožňuje formátování buněk, základní početní operace a vytváření tabulek a grafů. Jako důsledek limitovaného rozlišení obrazovky má možnost využít celoobrazovkového módu. Kromě toho podporuje filtraci dat a rozdělení oken, aby byly vidět různé části listu najednou. Excel Mobile nepodporuje ochranné a zoomové nastavení, nastavení automatického filtru, určité tabulkové formáty a skryté listy, to vše bude upraveno po otevření a uložení dokumentu.

### PowerPoint Mobile
PowerPoint Mobile byl obsažen ve vydání Windows Mobile 5.0. Je to prezentující program schopný prezentování dokumentu z Microsoft PowerPoint. Na rozdíl od Wordu a Excel Mobilu není schopen vytvářet nebo upravovat dokumenty. Ačkoliv je to v podstatě PowerPointový prohlížeč, má také možnost zoomu, aby se vyrovnalo limitované rozlišení obrazovky.

### OneNote Mobile
OneNote Mobile, původně vydaný s Microsoft Office 2007 Beta, je program na poznámky synchronizující s Microsoft OneNote. Umožňuje základní formátování textu, vložení dat jako obrázky nebo audio nahrávky, vytváření listů a také použití hypertextových odkazů v rámci dokumentu. Obrázky a nahrávky mohou být přidány přímo z přístroje s vestavěnou kamerou a mikrofonem.

### Outlook Mobile
Outlook Mobile je osobní informační organizátor. Na rozdíl od ostatních Office Mobile souborů neobsahuje jedinou aplikaci na platformě Windows Mobile. Místo toho má mnoho oddělených programů jako zprávy, kalendář, kontakty a úkoly. Je synchronní s e-mailem, vybavením, kontakty a úkoly z windowsové verze Outlook. Není kompatibilní s Windows kalendářem, Windows mailem ani Windows kontakty. Outlook Mobile je také schopný obejít synchronizaci s jeho protějškem interakcí přímo s Microsoft Exchange Serverem. Tato přímá interakce dovoluje stále e-mailové spojení, známé jako Push e-mail. Push e-mail je přístupný pro uživatele Windows Live Hotmail účtu, i když jsou připojeni na Windows Live přes jejich telefon.

### Zprávy
Outlook Mobile aplikaci Zprávy zahrnuje následující funkce:
- Push e-mail pomocí Microsoft Exchange Server
- Microsoft Outlook synchronizace složek
- SMS zprávy na telefony
- MMS zprávy na telefony
- Windows Live Hotmail
- Podpora POP
- Podpora IMAP
- E-mailové zprávy
- HTML e-mail
- Výměna vyhledávání

### Kalendář
Outlook Mobile Kalendář Žádost obsahuje následující funkce:
- vCal
- Agenda, Den a Monthviews
- Podpora kategorií
- Microsoft Exchange Server
- Upomínky a alarmy

### Kontakty
Outlook Mobile je aplikace Kontakty zahrnuje následující funkce:
- vCard
- Podpora kategorií
- Vyhledávání kontaktů
- Výměna vyhledávání
- Spojit se s fotografií
- Vyzvánění úkol pro kontakty na telefonech

### Úkoly
Outlook Mobile Úkoly Žádost obsahuje následující funkce:
- Podpora kategorií
- Prioritní postavení úkolů
- Citlivost stavu úkolů
- Upomínky